# Juan de Dios Mayorga
Juan de Dios Mayorga (Chiquimula de la Sierra, Corregimiento de Chiquimula, Capitanía General de Guatemala 1777 - Palencia, estado de Guatemala, República Federal de Centroamérica 8 de octubre de 1837) fue un político y minero que participó en los motines independentistas de Metapán y Chiquimula; y que se desempeñó como diputado por Chiquimula y la provincia de San Salvador en el congreso del imperio mexicano, ministro plenipotenciario ante el gobierno de México, secretario de hacienda en la República Federal de Centroamérica y también en el estado de Guatemala, diputado al congreso federal en las legislaturas de 1832 y 1835, juez tercero de primera instancia, y miembro de la academia de ciencias.

## Biografía
Juan de Dios Mayorga y Lanuza nació en Chiquimula de la Sierra, Corregimiento de Chiquimula, Capitanía General de Guatemala por el año de 1777; siendo hijo de Felipe Mayorga y Manuela Lanuza. Se graduaría en la Universidad de San Carlos de Guatemala en el mes de mayo de 1801.
Conseguiría el apoyo financiero de la familia Batres, con lo que lograría adueñarse de un ingenio de hierro en su natal Chiquimula; también entablaría relaciones con el presbítero Pablo José Jáuregui para cobrar las deudas que tenía el convento de la Concepción en Chiquimula; más adelante, obtendría el ingenio de hierro San Francisco de Paula, y tres haciendas llamadas Los Llanitos, San Felipe y Anguiatuya (Anguiatu), todas ellas ubicadas en la cercanía de la población de Metapán. Donde además, contraería matrimonio con María Teresa Escobar; y ejercería como receptor de alcabalas y diezmos (en este último caso lo era también de Santa Ana y Jutiapa).
Entre 1804 y 1808 sería diputado regio de consolidación cuando se suscitó la consolidación de vales reales y el colapso del sistema de préstamos de la órdenes religiosas, que afecto a los hacendados y a los capitales de cofradía de Metapán por esos años. Sería comisionado por el alcalde Jorge Guillén de Ubico para recolectar los donativos que serían enviados al gobierno español, para proporcionarle ayuda en la guerra contra los franceses de Napoleón Bonaparte. Posteriormente, en 1809 fungiría como alcalde primero de esa población; en 1811 se abriría en Metapán la receptoría de correos, que sería ejercida por Mayorga. Además, era parte del espeso ambiente de enfrentamiento entre las familias criollas asentadas en esa localidad.

### Participación en los motines independentistas de Metapán y Chiquimula
El 24 de noviembre de 1811, impulsado por el primer movimiento independentista de San Salvador, movilizaría a los indígenas y ladinos de Metapán para la realización de un motín contra las autoridades de esa población, en la que se depondría al alcalde segundo Jorge Guillén de Ubicó. En dicho motín daría aguardiente a los alzados y les prometería que ya no cobraría más las alcabalas.
El 25 de noviembre participaría en una reunión, junto con otros criollos de la población y los alcaldes José Antonio Martínez y José Antonio Hernández (quien había sido designado por los alzados en lugar de Ubico), con los líderes del motín, en donde estos dieron a conocer sus peticiones. Asimismo, el cabildo metapaneco lo enviaría (junto con Francisco Xavier Menéndez) a Santa Ana para buscar ayuda del intendente José Alejandro de Aycinena, quien enviado desde Guatemala buscaba remediar la situación en la que se encontraba la intendencia de San Salvador.
El 23 de febrero de 1812, en su natal Chiquimula, junto con otros insurgentes, buscaría apoderarse de un envío de armas que iba a San Salvador. Las indagaciones de lo ocurrido en Metapán, y el testimonio de los líderes y participantes que habían sido aprisionados y llevados a Guatemala, lo mostraron como el principal incitador; por lo que el presidente-gobernador y capitán general de Guatemala José de Bustamante ordenaría su arresto, que sería llevado a cabo por el capitán Francisco Castejón y el batallón de Chiquimula el 8 de abril de ese año a las afueras de Metapán, a la vez que se capturaría a Mateo Antonio Marure (padre del historiador Alejandro Marure; quien había viajado a San Salvador a dar su apoyo al movimiento independentista).
Mayorga sería llevado preso a Guatemala, donde guardaría prisión en la cárcel de cadenas, que estaba a la orden de la Real Audiencia de Guatemala; su bartolina estaría al lado de la de Manuel Antonio Marure y la de Tomás O'Horán. Se defendería con vehemencia, e igualmente lo haría su esposa. Finalmente, sería liberado en diciembre de 1813. Luego de lo cual, regresaría a Metapán, donde sería elegido como uno de los miembros del ayuntamiento constitucional de esa población, debido a la entrada en vigencia de la Constitución de Cádiz.

### Diputado al congreso y ministro plenipotenciario de México
Luego de la independencia, y debido a la anexión al imperio Mexicano, sería electo en marzo de 1822 como diputado al congreso imperial, en representación de Chiquimula y San Salvador. Antes de partir para esa misión, el 30 de marzo, junto con los miembros de la junta gubernativa de la provincia de San Salvador, firmaría el decreto por el cual se erigiría la diócesis de la provincia y se nombraría como obispo al presbítero y jefe político de la provincia José Matías Delgado.
El 14 de mayo se daría por recibida su credencial como diputado, junto a la de José Cecilio del Valle (diputado por Tegucigalpa), ante la comisión de peticiones del congreso; siendo avalada poco tiempo después; incorporándose desde el 6 de julio cuando fueron conocidas también las instrucciones enviadas desde San Salvador (que se había declarado independiente de Guatemala debido a la anexión, y que procuraba evitar una guerra con esta), con lo que a partir de entonces ejercería como diputado.
En sus intervenciones en el congreso abogaría por San Salvador, los extranjeros residentes en el territorio imperial, que el congreso rehusase de una condecoración del emperador Agustín de Iturbide y que se hiciesen dos manifiestos (uno para los habitantes del imperio, y otro para las naciones extranjeras); asimismo, formaría parte de las comisiones de hacienda, constitución y legislación.
A finales de agosto, el emperador ordenaría su detención y la de José Cecilio del Valle, José Santiago Milla (diputado por Gracias a Dios), y otros diputados mexicanos. Dicha información sería conocida por el congreso el 31 de agosto; el cual sería disuelto poco tiempo después y sustituido por la junta nacional instituyente.
Luego del triunfo de la revolución del plan de casa mata en febrero de 1823, junto con los demás diputados aprisionados, quedaría en libertad; restaurandose el congreso, donde junto con del Valle lograría que este decretase que las provincias de la antigua capitanía general guatemalteca podían elegir lo que más le conviniese, lo que llevaría a la declaración de independencia absoluta de las Provincias Unidas de Centroamérica el 1 de julio de ese año.
Continuaría como diputado en el congreso mexicano, donde criticaría la ocupación de la provincia de Chiapas por el general Vicente Filísola, y que este hubiese disuelto la junta gubernativa de esa provincia. Dicha junta se reinstauraría y más adelante proclamaría la anexión definitiva de esa provincia a México, lo que también sería criticado por Mayorga.
El 18 de agosto de 1823 sería designado ministro plenipotenciario de las provincias unidas centroamericanas ante el gobierno provisional de México; sin embargo, no podía ejercer oficialmente ese cargo debido a que México todavía no había reconocido la independencia de Centroamérica; lo cual haría hasta el 20 de agosto de 1824, siendo admitido su nombramiento como ministro plenipotenciario el 3 de septiembre de ese mismo año.
Por abril de 1825 conocería en Cuernavaca a George Alexander Thompson, quien había sido secretario de la comisión mexicana del Reino Unido y que había sido designado como comisionado de la realeza británica para informar del estado de la República Federal de Centroamérica, a quien ayudaría a embarcarse en Acapulco hacia Guatemala. En algún momento de su estadía en México entraría en contacto con el liberal español Félix Mejía, quien residía en Filadelfia (Estados Unidos), y lo invitaría a ir a Guatemala; viajando junto con el a Guatemala en 1826, dejando en su lugar de ministro a José del Barrio.

### Sucesos en la República Federal de Centroamérica
En el estado de Guatemala se convertiría en un miembro prominente del partido liberal, siendo autor de diversos manifiestos. Durante la guerra civil centroamericana se pondría del lado del presidente de la federación Manuel José de Arce. En noviembre de 1827 sería candidato a la jefatura suprema de Guatemala, que sería ganada por Mariano de Aycinena.
El 5 de diciembre, el presidente Arce había decretado (basado en las comunicaciones que había tenido con los presbíteros Isidro Menéndez y José Matías Delgado) que se llevarían a cabo elecciones para el congreso y que se enviarían delegados a Santa Ana para iniciar las negociaciones de paz para finalizar la guerra civil. Dicho decreto sería llevado por Mayorga a las autoridades del estado del Salvador, pero sería detenido por el comandante de las tropas salvadoreñas el coronel Rafael Merino en Nejapa; poco tiempo después llegaría el vicejefe (encargado de la jefatura suprema de ese estado) Mariano Prado, quien no aceptaría lo dicho en ese decreto, y que pondría en libertad a Mayorga. El cual retornaría a Guatemala, y en su paso por Coatepeque comunicaría al comandante de las tropas federales general Francisco Cáscaras que Merino lo atacaría en pocos días.
El 25 de diciembre publicaría un manifiesto donde expondría su apoyo al decreto de Arce y en donde defendería la convocatoria a elecciones de un nuevo congreso. El 24 de enero de 1828 comenzaría, junto con Félix Mejía, a publicar el diario de Guatemala, cuya emisión se suspendería el 3 de marzo de ese año.
En julio de 1829, luego de la caída del gobierno de Arce y el triunfo de Francisco Morazán, sería designado como secretario de hacienda de la federación; así como también se haría cargo de la secretaría de hacienda del estado guatemalteco y la presidencia de la intendencia de temporalidades de los regulares. Con ello, adquiriría la hacienda San José y algunas tierras por 3200 pesos.
En 1831 retornaría a su natal Chiquimula, donde ejercería como jefe político de ese departamento; en 1832 y en 1835 sería electo como diputado para el congreso federal. Más adelante, sería juez tercero de primera instancia de ciudad de Guatemala, y miembro de la Academia de Ciencias. Sería asesinado por las guerrillas de Rafael Carrera en Palencia el 8 de octubre de 1837.